# U-Bahnhof Friedrichsfelde

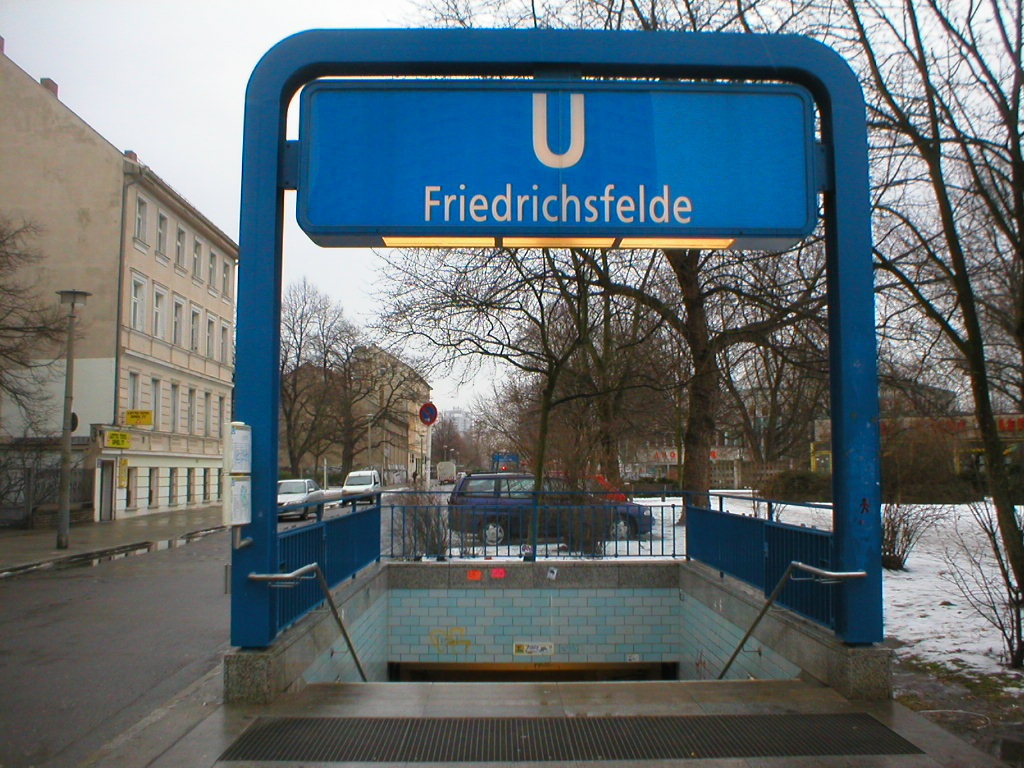
Eingang zum U-Bahnhof Friedrichsfelde

Der U-Bahnhof Friedrichsfelde ist eine Station der Berliner U-Bahn-Linie U5 im gleichnamigen Ortsteil. Er war bis 1973 Endbahnhof der 1930 eröffneten Linie E. Bei der BVG wird er unter dem Kürzel Fi geführt. Südöstlich des Bahnhofs schließt die Betriebswerkstatt Friedrichsfelde an.

## Geschichte

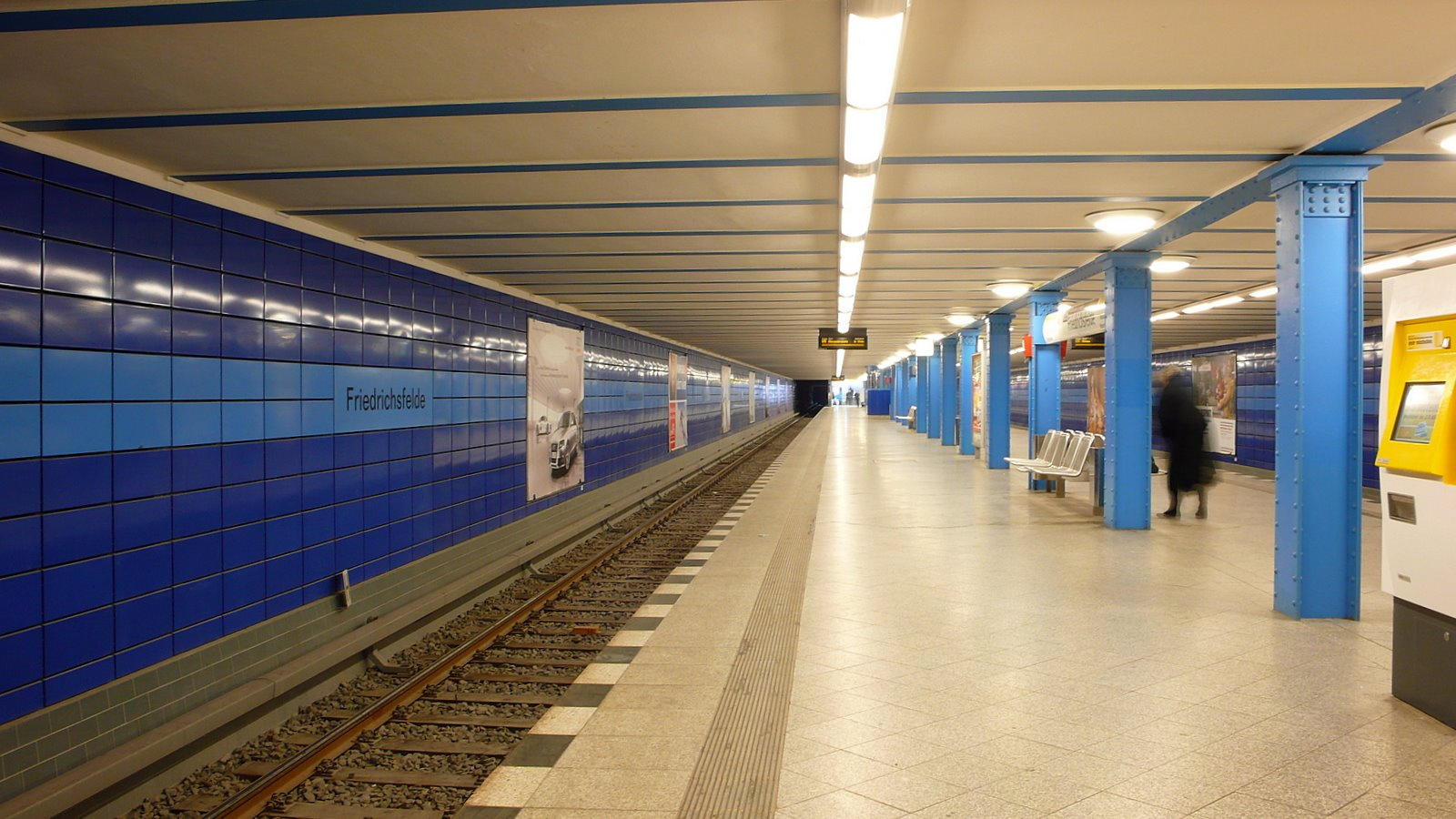
Bahnsteig des U-Bahnhofs

Ende der 1920er Jahre wurde die Planung einer U-Bahn-Linie zur Anbindung der östlichen Stadtteile Berlins wieder aufgegriffen. Diese sah die Führung der Linie ab Alexanderplatz unterhalb der Frankfurter Allee bis zum Bahnhof Lichtenberg vor. Danach sollte die Bahn auf die Prinzenallee (heute: Einbecker Straße) schwenken und ihr bis zum Friedrichsfelder Dorfkern folgen. Der U-Bahnhof befindet sich unmittelbar vor der Kreuzung der Einbecker mit der Rummelsburger, Zachert- und Alfred-Kowalke-Straße. Die Gleise verlaufen von dort aus noch weiter in südwestlicher Richtung. Zwei Gleise führten als Kehrgleise im Tunnel weiter und zwei weitere tauchten danach auf. Auf einer damals noch unbebauten Fläche entstand anschließend eine eigene Betriebswerkstatt für die Linie. Die Eröffnung der Station fand am 21. Dezember 1930 statt.
Der Bahnhof entspricht weitgehend dem Normaltypus des U-Bahnhofs Memeler Straße (heute: Weberwiese). Dieser und die anderen Stationen der Linie wurden vom schwedischen Architekten Alfred Grenander entworfen und zeichnen sich durch eine einheitliche Bauweise im Stil der Moderne aus. Besonderes Merkmal war eine für jeden Bahnhof individuelle Kennfarbe, die sehschwachen Menschen die Orientierung während der Fahrt erleichtern sollte. Für Friedrichsfelde wurde Hellblau vorgesehen.
Da sich der Bahnhof in einer damals noch sehr ländlich geprägten Gegend befand, genügte hier die einfache Tieflage des Bahnsteigs, die Ausgänge schließen sich also gleich am Bahnsteigende an und verfügen nicht über eine Zwischenebene. Der früher asphaltierte Bahnsteig ist 120 Meter lang und 8 Meter breit. Daneben verfügte der Bahnhof über die damals übliche Ausstattung in Form von Bänken, Fahrtzielanzeigern oder Informationsvitrinen.
Kurz vor Ende des Zweiten Weltkriegs kam es am 26. Februar 1945 zu einem alliierten Bombentreffer, bei dem der Bahnhof beschädigt wurde. Nur wenige Personen kamen dabei zu Schaden, da der Betrieb in diesem Abschnitt des Netzes zu dem Zeitpunkt bereits ruhte. Erst am 13. Juni konnte ein notdürftig hergerichteter Pendelverkehr zwischen Friedrichsfelde und Frankfurter Allee aufgenommen werden. Dieser wurde bis zum 26. Juni schrittweise bis zum Alexanderplatz verlängert und ab dem 1. Februar 1946 durch den regulären Umlaufbetrieb ersetzt.
Im Jahr 1955 öffnet der Berliner Tierpark im Schlosspark Friedrichsfelde seine Pforten. Der U-Bahnhof war trotz seiner Entfernung von mehr als einem Kilometer der nächste U-Bahn-Anschluss. Daher erhielt er, unter anderem auf Betreiben des damaligen Tierparkdirektors Heinrich Dathe, 1958 den Zusatz Tierpark. Dathe bemühte sich in den Folgejahren um einen besseren Anschluss des Geländes an die U-Bahn, was eine Fortführung der Linie notwendig machte. Da der Weiterbau noch auf seinen offiziellen Beschluss wartete, fand am 19. September 1969 ein erster „heimlicher“ Rammschlag unter Beteiligung der Berliner Verkehrsbetriebe und des VEB Tiefbau statt, der mit dem Bau beauftragt war. Für die Fortführung wurden die Kehrgleise aufgegeben und der Tunnel verlängert. Noch während der Bauarbeiten wurde 1970 der Namenszusatz entfernt. Am 25. Juni 1973 wurde die Verlängerung der Linie E bis zum U-Bahnhof Tierpark eröffnet.
Eine umfangreiche Sanierung des Bahnhofs erfolgte 2004, bei der als auffälligstes Merkmal die hellblauen Fliesen durch dunkelblaue Emailleplatten ersetzt wurden, die in Höhe des Bahnhofsnamens durch ein hellblaues Band unterbrochen sind. Der Asphaltboden wurde abgetragen und durch Granitplatten ersetzt. Zum 9. Juni 2010 erhielt der Bahnhof einen Aufzug am südlichen Ausgang, die Kosten dafür beliefen sich auf 350.000 Euro.

## Anbindung
Am U-Bahnhof bestehen Umsteigemöglichkeiten von der Linie U5 zu den Omnibuslinien 194, 296 und 396 der BVG.
| Linie | Verlauf |
| ----- | --- |
|       | Hauptbahnhof – Bundestag – Brandenburger Tor – Unter den Linden – Museumsinsel – Rotes Rathaus – Alexanderplatz – Schillingstraße – Strausberger Platz – Weberwiese – Frankfurter Tor – Samariterstraße – Frankfurter Allee – Magdalenenstraße – Lichtenberg – Friedrichsfelde – Tierpark – Biesdorf-Süd – Elsterwerdaer Platz – Wuhletal – Kaulsdorf-Nord – Kienberg (Gärten der Welt) – Cottbusser Platz – Hellersdorf – Louis-Lewin-Straße – Hönow |